# Zhou Guanyu
Dans ce nom chinois, le nom de famille, Zhou, précède le nom personnel.
Zhou Guanyu (chinois simplifié : 周冠宇 ; pinyin : Zhōu Guànyǔ), né le 30 mai 1999 à Shanghai, est un pilote automobile chinois, ancien membre de la Renault Sport Academy. En 2022, il est titularisé au sein de l'écurie Alfa Romeo Racing aux côtés de Valtteri Bottas, devenant ainsi le premier Chinois à participer au championnat du monde de Formule 1. Il marque un point dès sa première course en se classant dixième du Grand Prix d'ouverture à Bahreïn. Il pilote de nouveau pour l'écurie Alfa Romeo Racing pour la saison 2023 et il en est de même pour la saison 2024.

## Parcours sportif

### 2015: débuts en monoplace en Formule 4

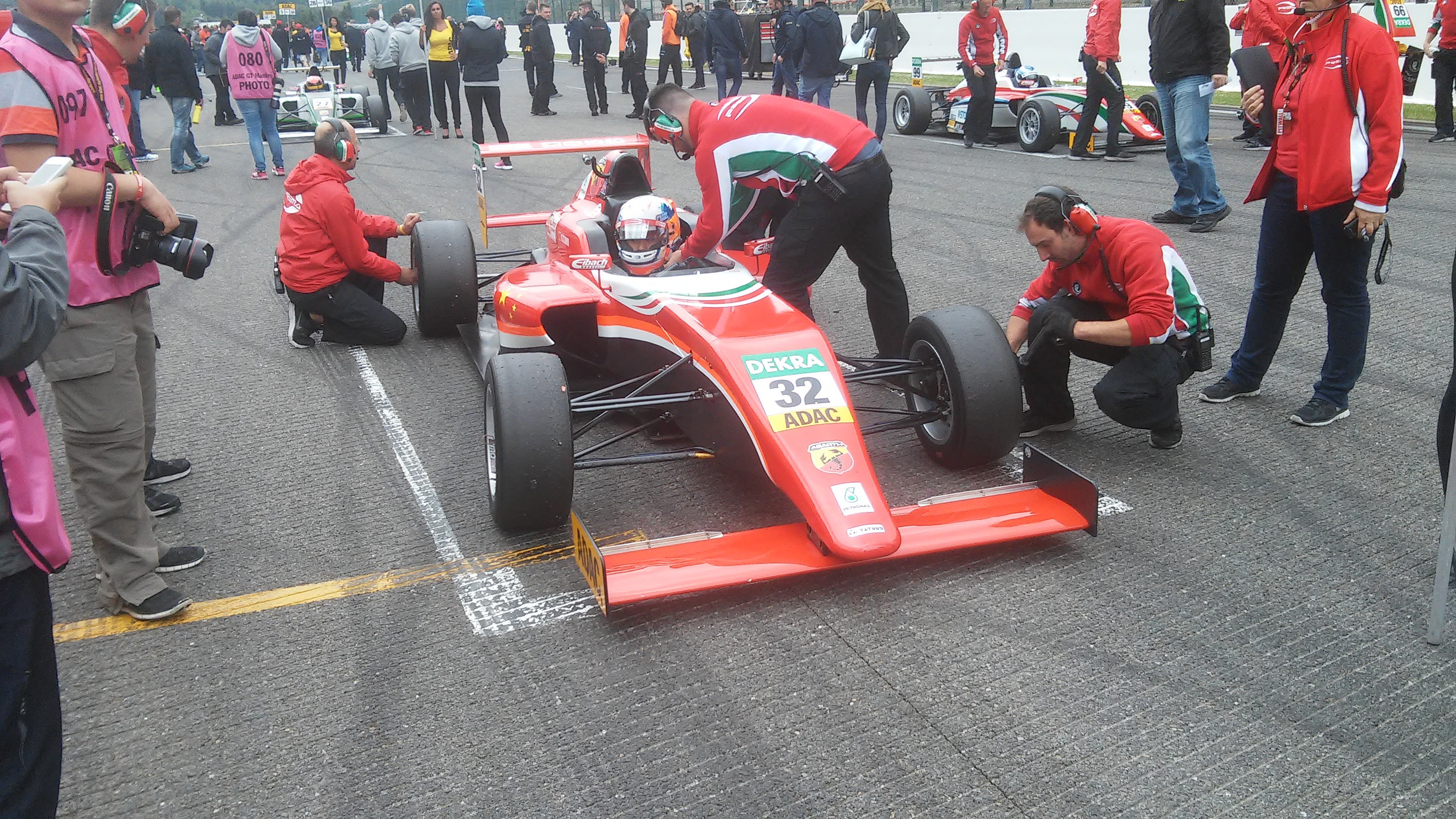
Zhou Guanyu en Formule 4 à Spa-Francorchamps en 2015.

Après plusieurs années et plusieurs titres en karting en Chine puis en Europe, Zhou Guanyu commence sa carrière en monoplace en 2015, dans le championnat d'Italie de Formule 4. Avec l'écurie Prema Powerteam, le Chinois remporte trois courses, toutes à Monza. Il se classe second du championnat et meilleur rookie derrière son équipier Ralf Aron, sacré champion. En parallèle, il dispute les neuf premières courses du championnat d'Allemagne de Formule 4, également avec Prema Powerteam ; il termine quinzième avec deux podiums.

### 2016-2018: trois saisons en Formule 3
Après ces débuts encourageants, Zhou se rend, début 2016, en Nouvelle-Zélande pour disputer les Toyota Racing Series ; une victoire lui permet de finir sixième de ce championnat hivernal. Il rejoint ensuite le championnat d'Europe de Formule 3, au sein de Motopark Academy. Malgré deux podiums en début de saison, au Castellet puis au Hungaroring, il ne termine que treizième du championnat, devancé par ses trois équipiers. Il se classe seizième des Masters de Formule 3 à Zandvoort et quinzième du Grand Prix automobile de Macao.
L'année suivante, le pilote chinois fait son retour chez Prema Powerteam. En progrès par rapport à la saison précédente, il obtient cinq podiums et termine huitième du championnat. À Macao, il termine également huitième de la course.
Pour une nouvelle année de Formule 3 avec Prema en 2018, il remporte sa première victoire, lors du Grand Prix de Pau ; suivent deux pole positions et un second succès, en fin de saison, sur le Hockenheimring. Il se classe à nouveau huitième du championnat puis onzième à Macao.

### 2019-2021: entrée dans la Renault Sport Academy et passage en Formule 2

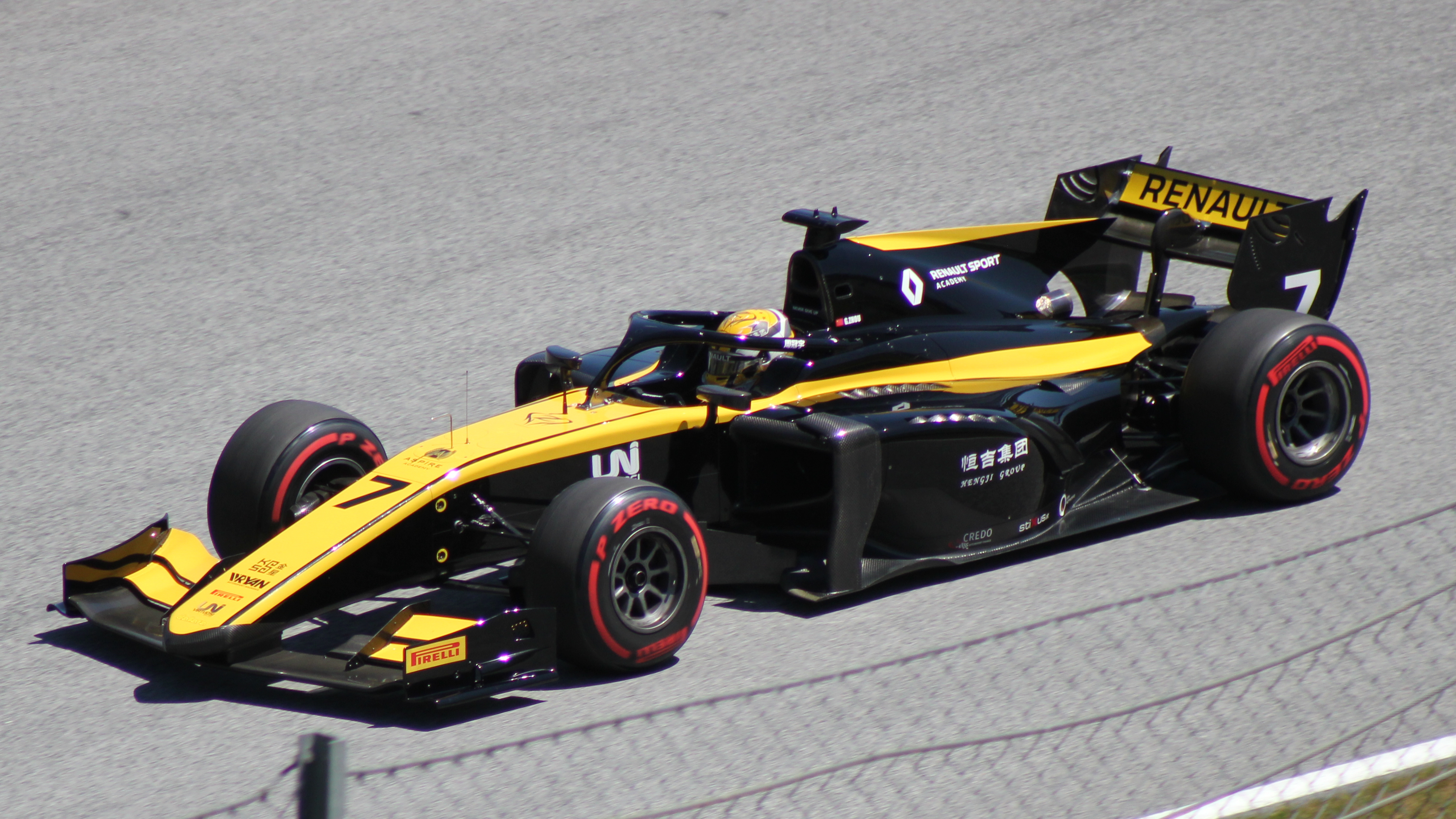
Zhou avec la livrée Renault en 2019, lors d'une course de Formule 2 sur le Red Bull Ring.

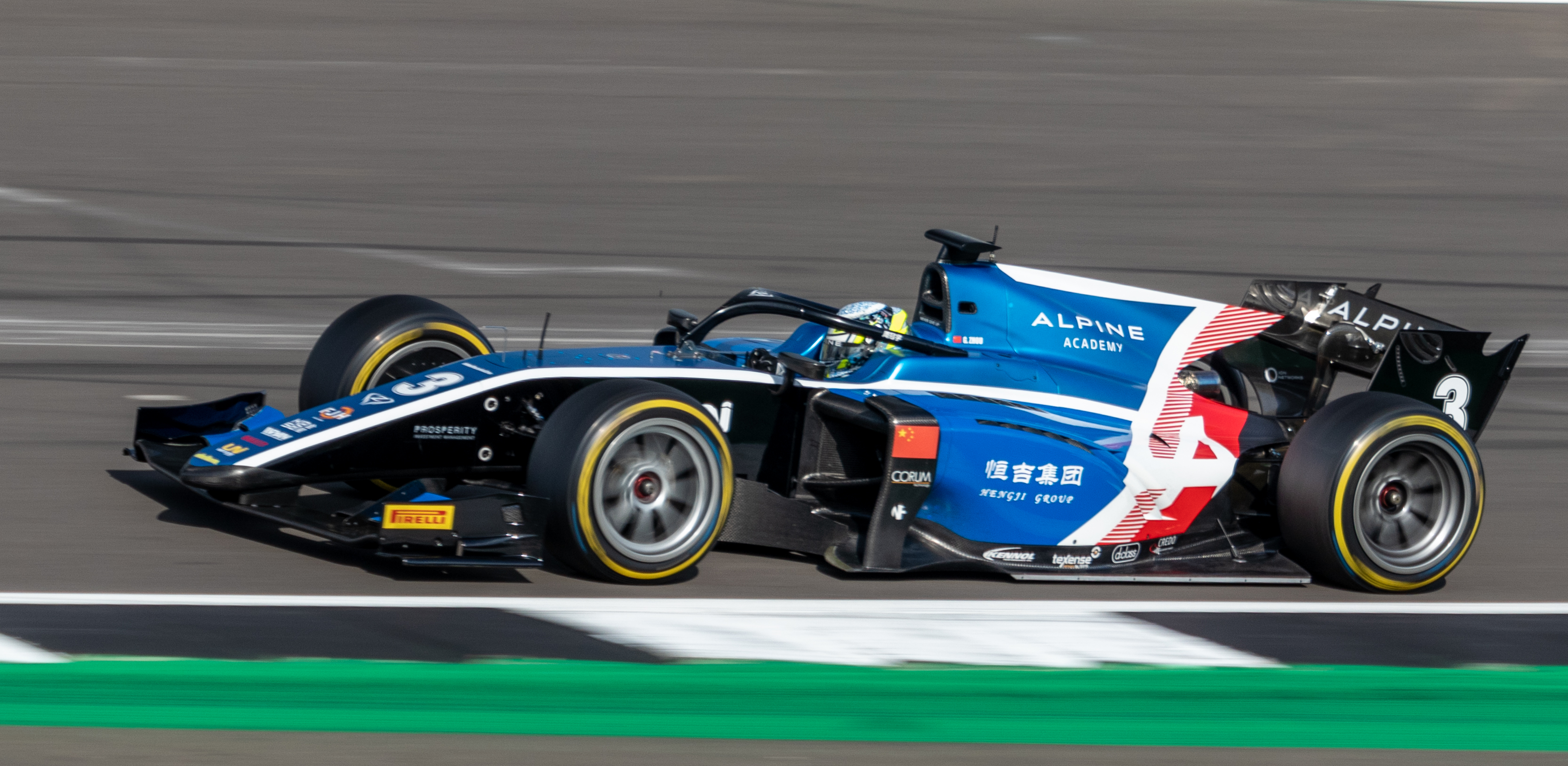
Zhou Guanyu avec la livrée Alpine en 2021, lors d'une course de Formule 2 à Silverstone.

En 2019, Zhou Guanyu intègre la Renault Sport Academy et devient pilote de développement de Renault F1 Team. Il découvre la Formule 1 durant l'été, en pilotant la Renault R.S.17 lors de plusieurs séances.
Cette même année, il rejoint en Formule 2 UNI-Virtuosi Racing qui succède à Russian Time. Très régulier, il monte à quatre reprises sur la troisième marche du podium et obtient une pole position à Silverstone, la première d'un Chinois à ce niveau. Il termine septième du championnat avec 140 points et reçoit le prix Anthoine Hubert qui récompense le meilleur rookie.
Alors qu'il prolonge avec UNI-Virtuosi Racing en 2020, Zhou est promu pilote d'essai chez Renault. Malgré son statut de favori pour le titre et une pole position obtenue dès la première manche en Autriche, il n'obtient que quatre podiums en quatorze courses et doit attendre la course sprint de Sotchi, interrompue par un accident après quelques tours, pour remporter sa première victoire en Formule 2. Il achève la saison à la sixième place du championnat.
Début 2021, le Chinois participe au championnat d'Asie de Formule 3 avec Abu Dhabi Racing by Prema et remporte le championnat, ce qui lui octroie 18 points supplémentaires sur sa superlicence. Il entame ensuite sa troisième saison consécutive de Formule 2 avec UNI-Virtuosi. Son début de championnat est satisfaisant puisqu'il obtient la pole position, une victoire et un podium à Bahreïn. Vainqueur à Monaco, il offre un doublé à UNI-Virtusoi en finissant devant son équipier Felipe Drugovich. Au terme du championnat, il se classe troisième, avec neuf podiums dont quatre victoires.

### 2022-2024: Formule 1 chez Sauber-Alfa Romeo

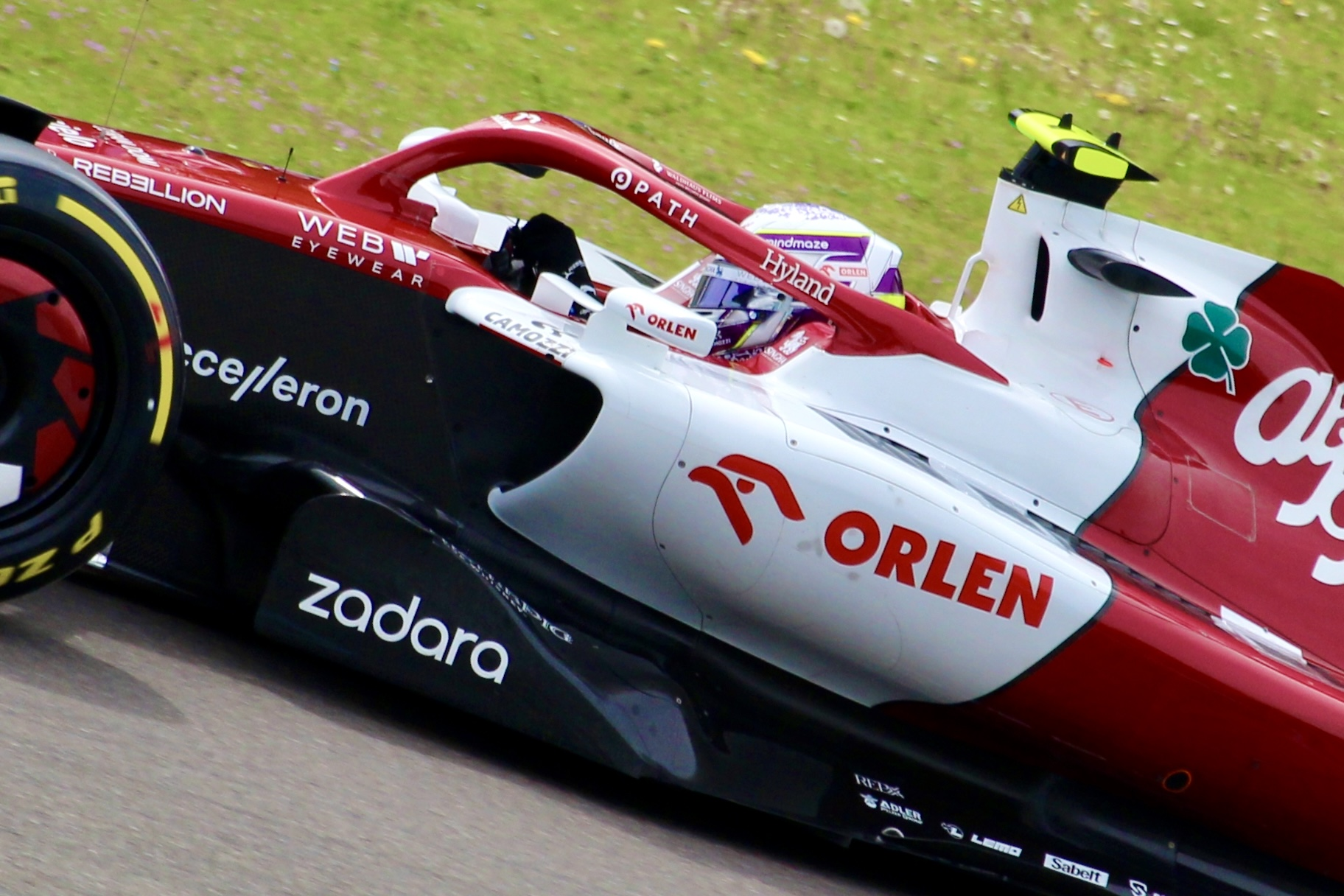
Zhou Guanyu au volant de la Alfa Roméo C42 à Imola.

Le 16 novembre 2021, Alfa Romeo Racing Orlen l'engage, aux côtés de Valtteri Bottas, pour la saison 2022 du championnat du monde de Formule 1 ; il devient le premier Chinois dans la discipline.
Il marque un point dès sa première course en Formule 1, terminant dixième du Grand Prix d'ouverture à Bahreïn. Le 3 juillet 2022, lors du Grand Prix de Grande-Bretagne, il est victime d'un spectaculaire accident au départ, au cours duquel sa monoplace se retourne et échoue à environ un mètre du public dans les tribunes. Le halo lui sauve probablement la vie, alors que l'arceau de sécurité de son Alfa Romeo C42 n'a pas résisté au choc et fait l'objet d'une enquête, tout comme le premier virage du nouveau tracé du circuit de Silverstone. En 2023, il prolonge avec Alfa Romeo et termine à nouveau dix-huitième du championnat, avec 6 points.

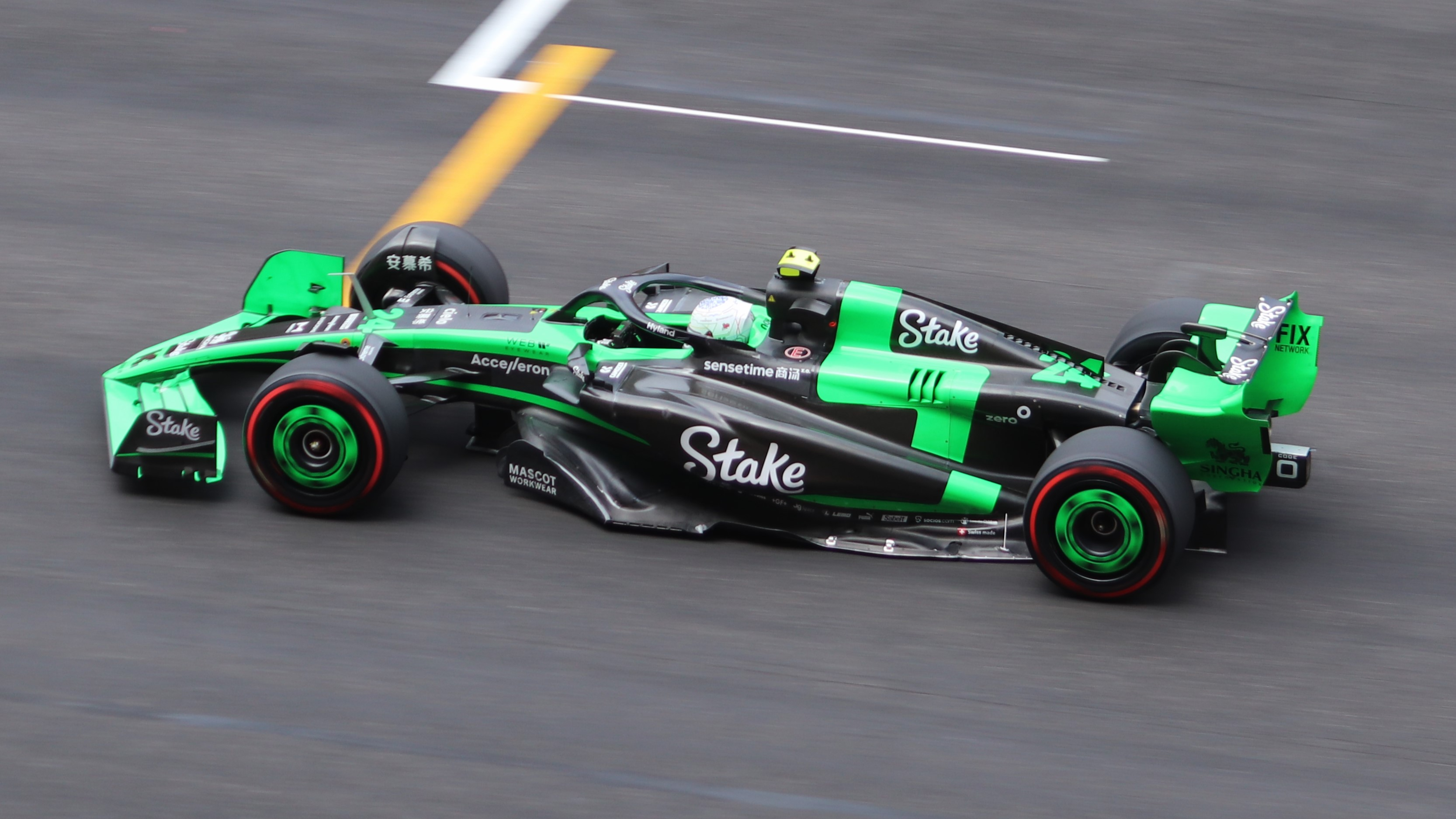
Zhou au Grand Prix de Chine.

En 2024, Zhou est conservé par son équipe renommée Stake F1 Team Kick Sauber,. Lors de la course d'ouverture à Bahreïn, Zhou passe de la dix-septième place sur la grille à la onzième place finale. Il est victime d'un accident lors de la dernière séance d'essais du Grand Prix d'Arabie saoudite, ce qui empêche son équipe de réparer sa voiture à temps pour établir un tour de qualification. Il termine la course en dernière position, à la dix-huitième place. Il marque les seuls points de son équipe au Qatar et termine la saison à la dix-neuvième place, avec quatre points. 
En novembre 2024, Sauber annonce ne pas renouveler son contrat avec Zhou à l'issue de la saison.

## Carrière

### Résultats en monoplace
| Saison | Championnat                          | Écurie                    | Courses | Victoires | Pole positions | Meilleurs tours | Podiums | Points | Classement |
| ------ | ------------------------------------ | ------------------------- | ------- | --------- | -------------- | --------------- | ------- | ------ | ---------- |
| 2015   | Championnat d'Italie de Formule 4    | Prema Powerteam           | 21      | 3         | 2              | 0               | 9       | 223    | 2e         |
| 2015   | Championnat d'Allemagne de Formule 4 | Prema Powerteam           | 9       | 0         | 0              | 0               | 2       | 45     | 15e        |
| 2016   | Championnat d'Europe de Formule 3    | Motopark Academy          | 30      | 0         | 0              | 0               | 2       | 101    | 13e        |
| 2016   | Masters de Formule 3                 | Motopark Academy          | 1       | 0         | 0              | 0               | 0       | N/A    | 16e        |
| 2016   | Toyota Racing Series                 | M2 Competition            | 15      | 1         | 0              | 1               | 4       | 685    | 6e         |
| 2017   | Championnat d'Europe de Formule 3    | Prema Powerteam           | 30      | 0         | 0              | 0               | 5       | 149    | 8e         |
| 2018   | Championnat d'Europe de Formule 3    | Prema Theodore Racing     | 30      | 2         | 3              | 1               | 6       | 203    | 8e         |
| 2019   | Formule 2                            | UNI-Virtuosi Racing       | 22      | 0         | 1              | 2               | 5       | 140    | 7e         |
| 2020   | Formule 2                            | UNI-Virtuosi Racing       | 24      | 1         | 1              | 4               | 6       | 151,5  | 6e         |
| 2021   | Championnat d'Asie de Formule 3      | Abu Dhabi Racing by Prema | 15      | 4         | 5              | 5               | 11      | 257    | Champion   |
| 2021   | Formule 2                            | UNI-Virtuosi Racing       | 22      | 4         | 1              | 1               | 9       | 183    | 3e         |

### Résultats en championnat du monde de Formule 1
| Saison | Écurie                   | Châssis | Moteur                   | Pneus   | GP disputés | Pole positions | Victoires | Podiums | Meilleurs tours | Dans les points | Abandons | Points inscrits | Classement |
| ------ | ------------------------ | ------- | ------------------------ | ------- | ----------- | -------------- | --------- | ------- | --------------- | --------------- | -------- | --------------- | ---------- |
| 2022   | Alfa Romeo F1 Team Orlen | C42     | Ferrari V6 turbo hybride | Pirelli | 22          | 0              | 0         | 0       | 1               | 3               | 6        | 6               | 18e        |
| 2023   | Alfa Romeo F1 Team Stake | C43     | Ferrari V6 turbo hybride | Pirelli | 22          | 0              | 0         | 0       | 1               | 3               | 3        | 6               | 18e        |
| 2024   | Stake F1 Team            | C44     | Ferrari V6 turbo hybride | Pirelli | 24          | 0              | 0         | 0       | 0               | 1               | 2        | 4               | 20e        |
|        | Total                    |         |                          |         | 68          | 0              | 0         | 0       | 2               | 7               | 11       | 16              |            |

| Saison        | Écurie                   | Châssis         | Moteur                               | Pneus | 1       | 2       | 3       | 4        | 5        | 6        | 7       | 8        | 9       | 10       | 11      | 12       | 13       | 14       | 15      | 16      | 17       | 18      | 19      | 20       | 21      | 22      | 23     | 24      | Points inscrits | Classement |
| ------------- | ------------------------ | --------------- | ------------------------------------ | ----- | ------- | ------- | ------- | -------- | -------- | -------- | ------- | -------- | ------- | -------- | ------- | -------- | -------- | -------- | ------- | ------- | -------- | ------- | ------- | -------- | ------- | ------- | ------ | ------- | --------------- | ---------- |
| 2022          | Alfa Romeo F1 Team Orlen | Alfa Romeo C42  | Ferrari V6 turbo hybride Tipo 066/7  | P     | BAH 10e | ARA 11e | AUS 11e | EMI 15e  | MIA Abd. | ESP Abd. | MON 16e | AZE Abd. | CAN 8e  | GBR Abd. | AUT 14e | FRA Abd. | HON 13e  | BEL 14e  | P-B 16e | ITA 10e | SIN Abd. | JAP 16e | USA 12e | MEX 13e  | BRE 12e | ABU 12e |        |         | 6               | 18e        |
| 2023          | Alfa Romeo F1 Team Stake | Alfa Romeo C43  | Ferrari V6 turbo hybride Tipo 066/10 | P     | BAH 16e | SAU 13e | AUS 9e  | AZE Abd. | MIA 16e  | MON 13e  | ESP 9e  | CAN 16e  | AUT 12e | GBR 15e  | HON 16e | BEL 13e  | P-B Abd. | ITA 14e  | SIN 12e | JAP 13e | QAT 9e   | USA 13e | MEX 15e | BRE Abd. | LVE 15e | ABU 17e |        |         | 6               | 18e        |
| 2024          | Stake F1 Team            | Kick Sauber C44 | Ferrari V6 turbo hybride Tipo 066/12 | P     | BAH 11e | SAU 18e | AUS 15e | JAP Abd. | CHN 15e  | MIA 14e  | EMI 15e | MON 16e  | CAN 15e | ESP 13e  | AUT 17e | GBR 18e  | HON 19e  | BEL Abd. | P-B 20e | ITA 18e | AZE 14e  | SIN 15e | USA 19e | MEX 15e  | SAO 15e | LVE 13e | QAT 8e | ABU 13e | 4               | 20e        |
| Légende : ici |                          |                 |                                      |       |         |         |         |          |          |          |         |          |         |          |         |          |          |          |         |         |          |         |         |          |         |         |        |         |                 |            |